# Nykøbing Mors
Nykøbing Mors es una ciudad danesa en la isla de Mors, en el Limfjord. Es la principal localidad de la isla y la capital del municipio de Morsø, dentro de la región administrativa de Jutlandia Septentrional. En 2013, Nykøbing Mors tiene una población de 9.040 habitantes.
Entre sus principales actividades económicas se encuentran la industria del plástico, hierro, la madera y los alimentos.

## Historia

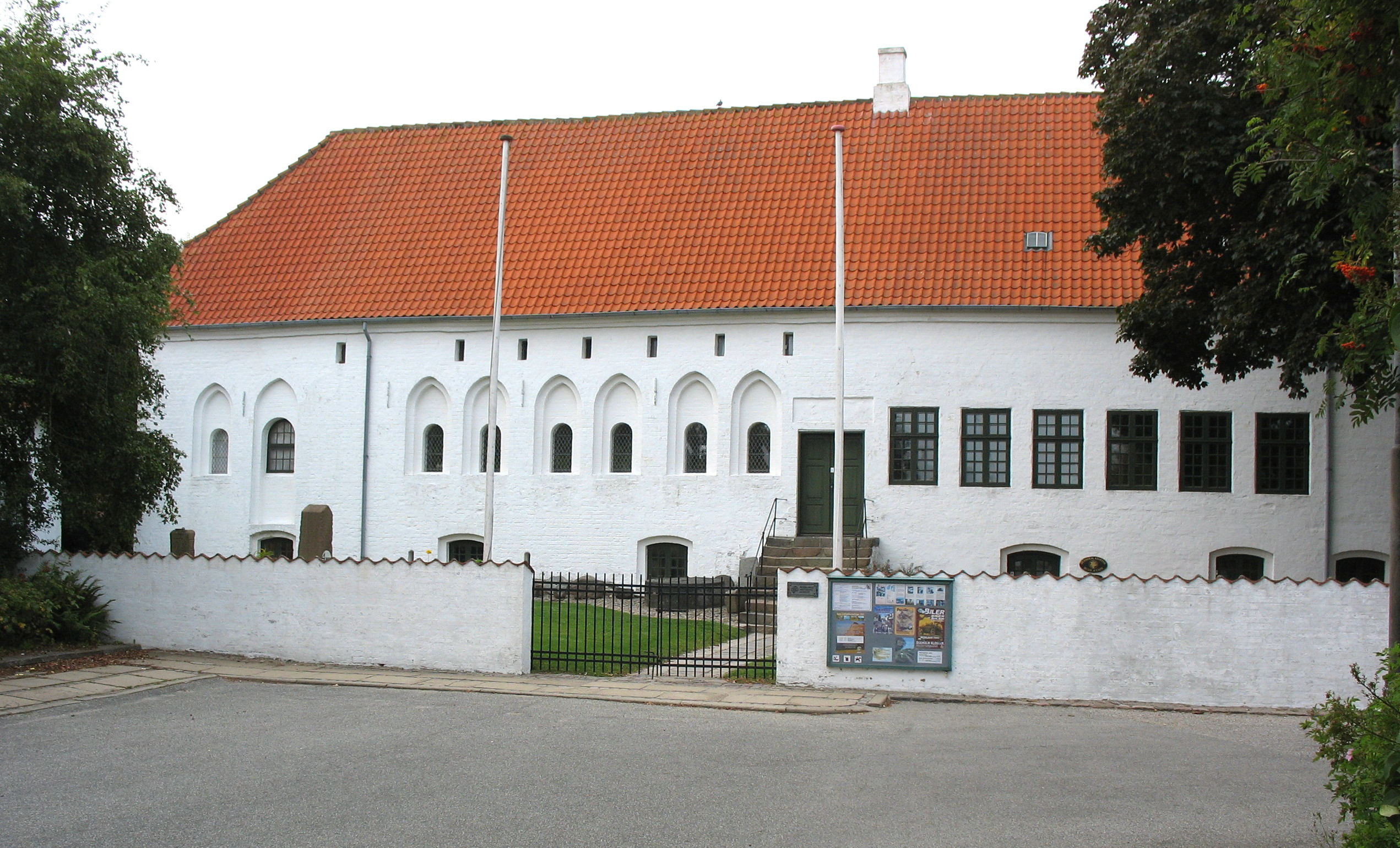
Monasterio de Dueholm.

La ciudad es mencionada por primera vez en un documento de 1299 con el nombre latino de Nova civitas ("ciudad nueva"). Desde entonces tenía ya el estatus de ciudad comercial (købstad), pero no se sabe con certeza la fecha en que recibió tal privilegio. Nykøbing Mors se encontraba en una zona muy fértil y sus actividades principales eran la pesca y el comercio. El monasterio de Dueholm, perteneciente a la Orden de San Juan y fundado hacia 1370 tuvo gran peso en la economía de la ciudad durante el resto de la Edad Media.
A partir del siglo XVII, el comercio de Nykøbing Mors comenzó a declinar. Entre varias causas, estuvieron la extinción del arenque del Limfjord, varios incendios y las guerras contra Suecia. En el siglo XVIII, la salida del fiordo al Kattegat quedó cortada temporalmente por bancos de arena (cabe mencionar que esa era la única comunicación del fiordo con el mar, ya que la salida occidental —que lo comunica con el Mar del Norte— no fue abierta sino hasta 1825), lo que ocasionó que Nykøbing Mors quedara convertida en una localidad de menos de 500 habitantes. A finales de siglo, la ciudad comenzó a exportar cereal a Noruega a través del puerto de Aalborg, ciudad que entonces controlaba el comercio del Limfjord.
El siglo XIX representó un nuevo auge para Nykøbing Mors. Aalborg dejó de tener el monopolio sobre el comercio del fiordo, y en 1825 la apertura occidental de este favoreció aún más el comercio y la navegación en la ciudad. A mediados de ese siglo llegaron las primeras industrias, de las cuales la principal fue una fundidora de hierro que tuvo una repercusión importante en la economía durante el resto del siglo XIX y la mayor parte del siglo XX. Otras actividades importantes fueron la pesca de ostras, el comercio y la artesanía. En 1873 se inauguró el transbordador de vapor entre Nykøbing Mors y Glyngøre, y en 1889 un transbordador de trenes en la misma ruta trajo el ferrocarril a la ciudad.
A pesar de que la industria nunca se desarrolló a gran escala, Nykøbing Mors continuó siendo con mucho la mayor población de la isla y creció desde finales del siglo XIX a 1920 hasta triplicar su población y alcanzar la cifra de 8.500 habitantes. Desde entonces la población ha tenido altibajos y aunque ha aumentado, ha sido de manera más lenta e inconstante.